# Étrœungt
Étrœungt település Franciaországban, Nord megyében. Lakosainak száma 1255 fő (2022. január 1.). Étrœungt La Flamengrie, Rocquigny, Sémeries, Avesnelles, Boulogne-sur-Helpe, Féron, Floyon, Haut-Lieu, Larouillies és Rainsars községekkel határos.

## Népesség
A település népességének változása:
| Lakosok száma | 1408 | 1349 | 1335 | 1319 | 1315 | 1307 | 1291 | 1273 | 1255 |
|               | 2013 | 2015 | 2016 | 2017 | 2018 | 2019 | 2020 | 2021 | 2022 |